# Berekszéle
Berekszéle (románul: Coasta Grindului), falu Romániában, Maros megyében.

## Története
Maroskece község része. A trianoni békeszerződésig Torda-Aranyos vármegye Marosludasi járásához tartozott.

## Népessége
2002-ben 15 lakosa volt, ebből 10 román és 5 magyar nemzetiségű.

## Vallások
A falu lakói közül 7-en ortodox, 3-an görögkatolikus és 3-an református hitűek.